# Akhiovit
Akhiovit fou un districte de la província o regió armènia de Tauruberan, a la part nord de la punta nord-est del llac Van. Limita a l'est amb els districtes de Garní i Arberaní; al nord amb el Bagrevand; a l'est amb l'Apahunik, i al sud amb el Beznunik i el llac Van. La capital fou Zarishat. Possessió dels Gnuní, amb la infiltració d'àrabs a la segona meitat del segle vii i començament del segle viii el territori es va poblar de musulmans; els Gnuní van demanar ajut a Asoci IV Bagratuní (el carnívor) o Asoci Qatj (el brau), cap de la casa dels Bagratuní (que fou príncep d'Armènia el 806) el qual es va presentar a la zona amb mil homes, però veient que no podia evitar la caiguda del país en mans dels àrabs, va reunir a la població armènia i a la família de prínceps i se'ls va emportar cap al Taik. Akhiovit va passar als àrabs vers el 771 i l'emir qaysita (o djahàpida) de Manazkert, Djahap al-Qaisi, el va dominar vers el 772.

## Mapa d'Aghihovit
L'Enciclopèdia Soviètica d'Armènia publicà una sèrie de mapes entre els quals hi ha el de la regió vaspurakanesa d'Akhiovit.

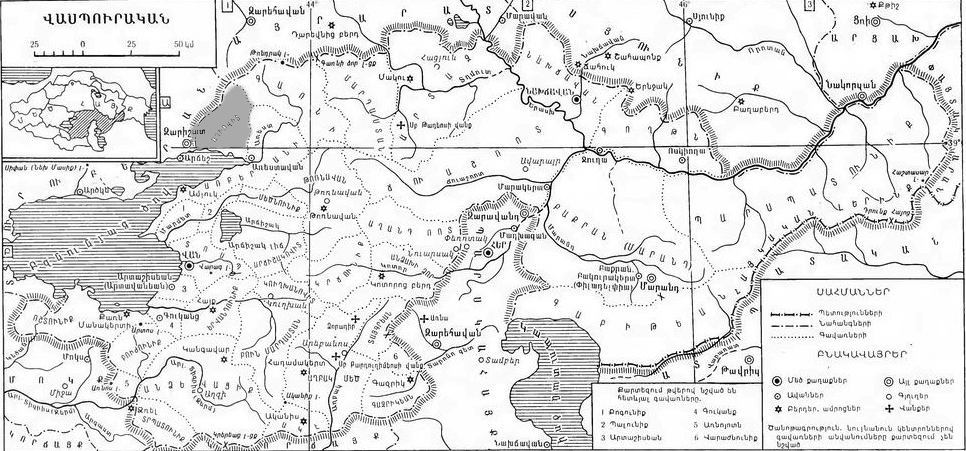
Akhiovit ombrejada al nord del llac Van